# 완주군·임실군
완주군·임실군은 대한민국의 옛 국회의원 선거구이다. 당시 전라북도 완주군과 임실군 지역을 관할했다.

## 역사
제16대 국회의원 선거를 앞두고 선거구가 개편되면서 완주군과 임실군이 하나의 선거구를 이루게 됨에 따라 신설되었다.
제17대 국회의원 선거를 앞두고 완주군은 김제시 선거구에 편입되어 김제시·완주군 선거구를 이루고 임실군은 진안군·무주군·장수군 선거구에 편입되어 진안군·무주군·장수군·임실군 선거구를 이루게 됨에 따라 폐지되었다.

## 역대 국회의원
| 선거   | 정당 | 정당         | 의원   |
| ------ | ---- | ------------ | ------ |
| 2000년 |      | 새천년민주당 | 김태식 |

## 역대 선거 결과

### 대한민국 제16대 국회의원 선거
|  | 46.22% |

|  | 40.47% |

|  | 9.73% |

|  | 3.56% |